# 7. Division (Reichswehr)
Die 7. Division war ein Großverband der deutschen Reichswehr. In der in Bayern stationierten Division dienten nur bayerische Staatsbürger. Die landsmannschaftliche Bezeichnung lautete 7. (Bayerische) Division.

## Vorgeschichte
Obwohl das Deutsche Kaiserreich 1918 im Zuge der Novemberrevolution untergegangen war und auch König Ludwig III. die Beamten und Soldaten vom Eid auf seine Person entbunden hatte, war damit Bayerns Wehrhoheit noch nicht aufgehoben. Die Wirren um die Niederschlagung der Münchner Räterepublik und ihrer unter Rudolf Egelhofer aufgebauten „Roten Armee“ bewogen jedoch die neue Regierung Bayerns dazu, in der Bamberger Verfassung vom 14. August 1919 auf die Wehrhoheit zu „verzichten“. In der Weimarer Reichsverfassung vom 11. August 1919 (WRV) hatte das Reich die ausschließliche Gesetzgebung über die Wehrverfassung erhalten (Art. 6 Nr. 4 WRV). Die Offiziere wurden durch den Reichspräsidenten ernannt bzw. entlassen (Art. 46 WRV) und den Oberbefehl übte der Reichspräsident aus (Art. 47 WRV). Schließlich bestimmte Art. 79 S. 1 WRV: „Die Verteidigung des Reichs ist Reichssache.“ Der folgende Satz enthielt einen Gesetzgebungsauftrag für eine einheitliche Regelung der Wehrverfassung des deutschen Volkes unter Berücksichtigung der besonderen landsmannschaftlichen Eigenarten, so dass länderspezifische Eigenarten im Militär allenfalls in Randbereichen eine Rolle spielen konnten.
Die reguläre Bayerische Armee war nach Kriegsende bereits so weit demobilisiert worden, dass der Kampf gegen die Räterepublik durch außerbayerische Reichswehrtruppen und halbstaatliche Freikorps erfolgte.

## Reichswehrgruppenkommando 4

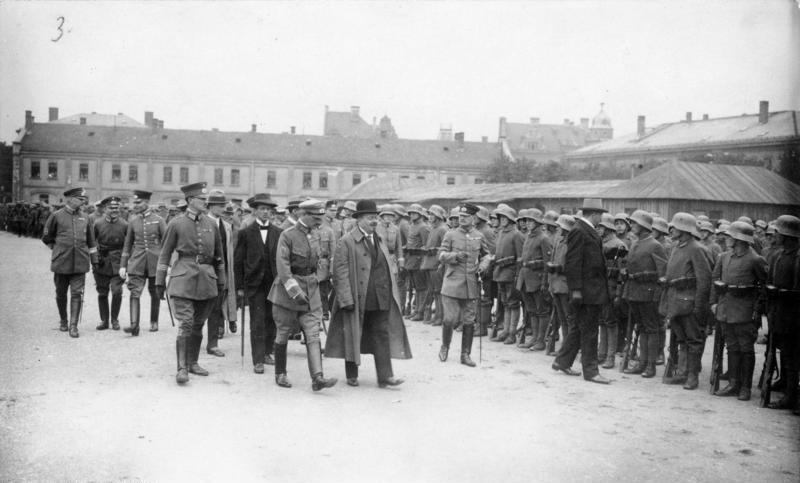
Übernahme des bayerischen Heeres in die Reichswehr am 25. August 1919 in München

Zum 1. Oktober 1919 wurden die Streitkräfte des Deutschen Reiches in das 200.000 Mann starke „Übergangsheer“ transformiert. Gleichzeitig entfielen die bisherigen Verbände und Dienststellen der „Alten Armee“. Dem Reichswehr-Gruppenkommando 4 wurden alle in Bayern stationierten Einheiten der Vorläufigen Reichswehr unterstellt. Dem Generalmajor Arnold von Möhl waren eine große Reichswehr-Brigade zu 12.227 Mann mit Sitz in München (Reichswehr-Schützen-Brigade 21) und drei kleinere Brigaden zu je 7.203 Mann (Reichswehr-Brigade 22 in Augsburg, Reichswehr-Brigade 23 in Würzburg und Reichswehr-Brigade 24 in Nürnberg) im übrigen Bayern unterstellt.

## Wehrkreiskommando VII
Zum 1. Januar 1921 wurde die Reichswehr formiert, wobei das Wehrgesetz vom 23. März 1921 die näheren Einzelheiten regelte. Das Wehrgesetz beendete die Militärhoheit der Länder, ließ aber die Möglichkeit zu, in den Ländern auf ihr Verlangen Landeskommandanten zu bestellen. § 12 Abs. 1 Satz 2 führte dazu aus: „Die Befehlsverhältnisse werden hierdurch nicht berührt.“ D. h., dass der vom Reichspräsidenten ernannte Landeskommandant nach der Reichsverfassung und dem Wehrgesetz ausschließlich dem Reichspräsidenten, dem Reichswehrminister und der Reichswehrführung unterstellt war. Der Freistaat Bayern stellte insofern eine Besonderheit dar, als der Wehrkreis VII nur das rechtsrheinische Landesgebiet umfasste. Die von den Alliierten besetzte Pfalz gehörte nicht dazu. In der in Bayern stationierten 7. (Bayerischen) Division und dem 17. (Bayerisches) Reiter-Regiment dienten nur bayerische Staatsbürger. Das Reichswehr-Gruppenkommando 4 wurde zeitgleich in Wehrkreiskommando VII umbenannt. Es blieb weiterhin dem Reichswehrministerium unmittelbar unterstellt. Der Landeskommandant wurde vom Reichspräsidenten auf Vorschlag der bayerischen Staatsregierung ernannt. Eine landmannschaftliche Eigenart zeigte sich neben der Rekrutierung lediglich durch Kokarden und Wappenschilder in den Landesfarben an Mütze und Stahlhelm sowie in ebensolchen Wimpeln an den Lanzen des 17. (Bayerischen) Reiter-Regiments.

## Machtprobe mit Berlin 1923

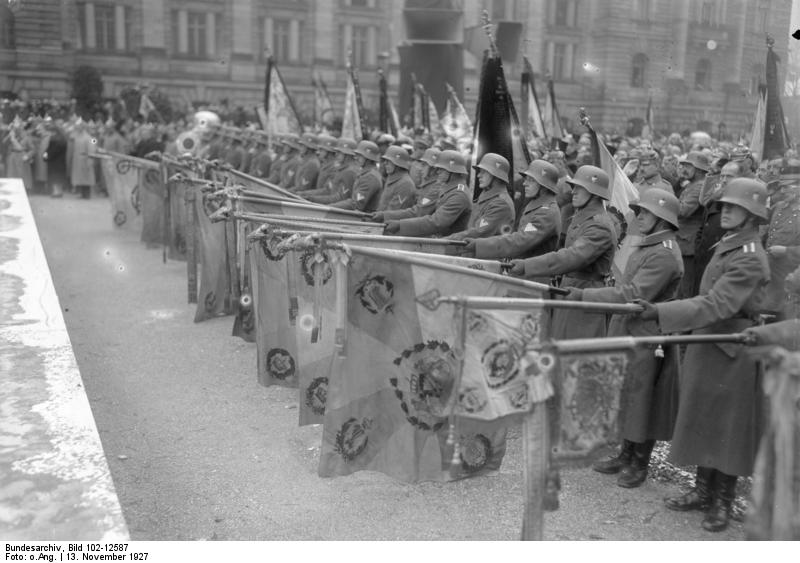
Trauerfeier für die im Ersten Weltkrieg gefallenen Soldaten der bayerischen Armee am 13. November 1927

Im Herbst 1923 kam es zur Machtprobe zwischen Bayern und dem Reich. Aus Protest gegen die Beendigung des „passiven Widerstands“ gegen die Ruhrbesetzung durch die Reichsregierung Stresemann setzte die bayerische Regierung am 26. September 1923 den rechtsextremen Gustav von Kahr als Generalstaatskommissar mit diktatorischen Vollmachten ein. Dieser erklärte sogleich den Notstand in Bayern; am selben Tag verhängte Reichspräsident Friedrich Ebert den Ausnahmezustand im ganzen Reich. Generalleutnant Otto von Lossow wurde durch seine „Zwitterstellung“ als Befehlshaber des Wehrkreises VII und bayerischer Landeskommandant zum „Diener zweier Herren“: Als Wehrkreisbefehlshaber hatte er die vollziehende Gewalt im Auftrag des Reichswehrministers Otto Geßler auszuüben, als Landeskommandant war seine Aufgabe „auch der bayerischen Regierung bei öffentlichem Notstand (…) Hilfe zu leisten“. Rechtlich gab es aber keinen Zweifel, dass er Weisungen des Reiches zu befolgen hatte.
Lossows Loyalität zu Bayern und von Kahr überwog offenbar. Aufgrund der Hetzkampagnen des Völkischen Beobachter verbot die Reichsregierung die Zeitung der NSDAP und beauftragte von Lossow mit der Durchsetzung. Dieser kam diesem Befehl jedoch – nach Absprache mit von Kahr – nicht nach. Dies veranlasste den Chef der Heeresleitung Hans von Seeckt, ihm wegen Gehorsamsverweigerung den Abschied nahezulegen. Lossow ließ sich trotz verschiedener Vermittlungsversuche nicht bewegen, seinen Abschied zu nehmen. Daraufhin wurde er am 19. Oktober 1923 von Reichspräsident Ebert und General von Seeckt seiner Ämter enthoben und General Kreß von Kressenstein mit der Führung der 7. Division und den Aufgaben des Befehlshabers im Wehrkreis VII betraut.
Das Bayerische Gesamtstaatsministerium setzte Lossow jedoch am 20. Oktober als Landeskommandanten wieder ein und betraute ihn „mit der Führung des bayerischen Teils des Reichsheeres“. Zwei Tage später wurde die 7. (Bayerische) Division auf die bayerische Staatsregierung – als „Treuhänder des deutschen Volkes“ – vereidigt. Diese beging damit einen offenen Bruch der Reichsverfassung. Trotz dieser eklatanten Befehlsverweigerung war General von Seeckt nicht bereit, die Reichsexekution gegen Bayern auszuüben – gemäß der Devise „Truppe schießt nicht auf Truppe“.
Nach der Niederschlagung des Hitler-Putsches vom 8. und 9. November 1923 suchte Bayern die Verhandlungen mit Berlin nochmals dazu zu nutzen, Teile der früheren militärischen Reservatrechte zu reaktivieren. Mit der sogenannten „Homburger Vereinbarung“ vom 14. Februar 1924 legten Bayern und das Reich ihren offenen Konflikt aus dem Jahre 1923 über die Rechtsstellung des bayerischen Landeskommandanten der Reichswehr bei. Mehr als die Beteiligung bei der Abberufung des Befehlshabers in München in seiner Doppelfunktion als Landeskommandant war für Bayern nicht zu erreichen. Daraufhin wurden Generalstaatskommissar von Kahr und Generalleutnant von Lossow am 18. Februar 1924 abberufen.
Nach der Konfrontation im Krisenjahr 1923 bemühten sich Bayern und das Reich um eine Normalisierung ihres Verhältnisses. Ein letztes Mal versuchte die bayerische Staatsregierung, den Landeskommandanten gegen die Einsetzung Franz Ritter von Epps als Reichskommissar für Bayern am 9. März 1933 ins Spiel zu bringen. Mit dem „Zweiten Gesetz zur Änderung des Wehrgesetzes“ vom 20. Juli 1933 wurde die Funktion der Landeskommandanten gänzlich beseitigt. Die 7. (Bayerische) Division bildete den Grundstock für das VII. Armeekorps der Wehrmacht.

## Kommandeure
Der jeweilige Kommandeur war zugleich Befehlshaber im Wehrkreis VII. Als Wehrkreisbefehlshaber waren die Divisionskommandeure Rechtsnachfolger der früheren Kommandierenden Generale. Für die Führung der Verbände waren ihnen je ein Infanterie- und ein Artillerieführer, beide mit Stäben, unterstellt.
| Dienstgrad                             | Name                             | Datum                                    |
| -------------------------------------- | -------------------------------- | ---------------------------------------- |
| Generalleutnant/General der Infanterie | Arnold von Möhl                  | 01. Oktober 1920 bis 31. Dezember 1922   |
| Generalleutnant                        | Otto von Lossow                  | 01. Januar 1923 bis 18. Februar 1924     |
| Generalleutnant                        | Friedrich Kreß von Kressenstein  | 20. März 1924 bis 31. Dezember 1927      |
| Generalleutnant/General der Infanterie | Adolf von Ruith                  | 01. Januar 1928 bis 31. Januar 1930      |
| Generalleutnant                        | Wilhelm Ritter von Leeb          | 01. Februar 1930 bis 30. September 1933  |
| Generalleutnant/General der Infanterie | Wilhelm Adam                     | 01. Oktober 1933 bis 30. September 1935  |
| Infanterieführer VII                   |                                  |                                          |
| Oberst/Generalmajor                    | Franz von Epp                    | 01. Oktober 1920 bis 31. Oktober 1923    |
| Generalmajor                           | Adolf von Ruith                  | 01. November 1923 bis 31. Oktober 1927   |
| Generalmajor                           | Hans Seutter von Lötzen          | 01. November 1927 bis 30. Juni 1929      |
| Generalmajor                           | Albrecht Steppuhn                | 01. Juli 1929 bis 31. März 1931          |
| Generalmajor                           | Hans von Hößlin                  | 01. April 1931 bis 31. März 1932         |
| Oberst/Generalmajor                    | Paul Bauer                       | 01. April 1932 bis 31. März 1933         |
| Oberst/Generalmajor                    | Konrad Stephanus                 | 01. April 1933 bis 31. Juli 1934         |
| Oberst/Generalmajor                    | Eugen von Schobert               | 01. August 1934 bis 14. Oktober 1935     |
| Artillerieführer VII                   |                                  |                                          |
| Oberstleutnant/Oberst                  | Erich von Botzheim               | 01. Oktober 1920 bis 31. Januar 1922     |
| Generalmajor/Generalleutnant           | Friedrich Kreß von Kressenstein  | 01. Februar 1923 bis 19. März 1924       |
| Oberst/Generalmajor                    | Georg von Löffelholz von Kolberg | 20. März 1924 bis 31. Januar 1926        |
| Oberst/Generalmajor                    | Karl Theysohn                    | 01. Februar 1926 bis 31. Januar 1929     |
| Generalmajor                           | Wilhelm Ritter von Leeb          | 01. Februar 1929 bis 31. Januar 1930     |
| Generalmajor                           | Karl Eberth                      | 01. Februar 1930 bis 30. November 1930   |
| Oberst/Generalmajor                    | Oskar Vogl                       | 01. Dezember 1930 bis 30. November 1931  |
| Oberst/Generalmajor                    | Heinrich Curtze                  | 01. Dezember 1931 bis 30. September 1932 |
| Generalmajor                           | Friedrich Dollmann               | 01. Oktober 1932 bis 31. Januar 1933     |
| Oberst/Generalmajor                    | Otto Tscherning                  | 01. Februar 1933 bis 1. Oktober 1934     |

## Organisation

### Verbandszugehörigkeit
Die Division unterstand dem Gruppenkommando 2 in Kassel.

### Gliederung
Der Großverband gliederte sich wie folgt:
- Infanterieführer VII in München mit

19. (Bayerisches) Infanterie-Regiment
20. (Bayerisches) Infanterie-Regiment
21. (Bayerisches) Infanterie-Regiment
7. (Bayerisches) Pionier-Bataillon (ab 1930 der Division direkt unterstellt)
- Artillerieführer VII in München mit

7. (Bayerisches) Artillerie-Regiment
7. (Bayerische) Fahr-Abteilung
Ferner unterstanden der Division:
- 17. (Bayerisches) Reiter-Regiment (bis 1927)
- 7. (Bayerische) Nachrichten-Abteilung
- 7. (Bayerische) Kraftfahr-Abteilung
- 7. (Bayerische) Sanitäts-Abteilung

Darüber hinaus waren dem Wehrkreisbefehlshaber unterstellt:
- die Kommandanturen Ingolstadt und München
- der Truppenübungsplatz Grafenwöhr

## Bekannte Divisionsangehörige
- Max-Josef Pemsel (1897–1985), war von 1957 bis 1961, als Generalleutnant des Heeres der Bundeswehr, Kommandierender General des II. Korps
- Karl Wilhelm Thilo (1911–1997), war von 1967 bis 1970 als Generalleutnant Kommandierender General des II. Korps und stellvertretender Inspekteur des Heeres